# Ion Grecea
Ion Grecea (n. 11 aprilie 1924, Turnu Severin, Mehedinți, România – d. 6 aprilie 1999, București, România) a fost un prozator român.

## Biografie
Era frate geamăn cu scriitorul Florian Grecea. A urmat liceul în orașul natal și a susținut bacalaureatul la Craiova. A intrat apoi în cadrele active ale armatei cu gradul de sublocotenent. A absolvit Școala de Literatură și Critică Literară „Mihai Eminescu”, unde i-a avut colegi pe Nicolae Labiș, Radu Cosașu, Gheorghe Tomozei, Florin Murgu, Doina Sălăjan, Mihai Negulescu și alții. Pasiunea sa pentru literatură l-a făcut să urmeze cursurile Facultății de Limba și Literatura Română a Universității din București, pe care le-a absolvit în 1959; a frecventat, în paralel, și cursurile Facultății de Istorie.
A început să scrie versuri și s-a făcut cunoscut prin reportaje. A publicat însemnări și proză scurtă în publicația Cuvântul grănicerilor, unde a fost remarcat, și i s-a propus să lucreze în cadrul redacției. Schițele și povestirile scrise în perioada 1953-1954 sub îndrumarea lui Eusebiu Camilar și apărute în revista Gazeta literară au fost reunite în volumul Răzbunarea, care a apărut în 1956 și a reprezentat debutul său editorial. A lucrat ca redactor șef al redacției „Beletristică” a Editurii Militare, rămânând în aceasta funcție până la pensionare, în 1981.
Este un scriitor puternic legat de locurile natale. În creația sa oamenii și locul desfășurării acțiunilor sunt ușor identificabile. În romanul La porțile Severinului (1964) este evocat momentul insurecției, iar această carte are la bază un bogat material autobiografic.
Scriitorul s-a bucurat de o largă popularitate, fiind prezent în paginile publicaților: Gazeta literară, Iașul literar, Tribuna, Luceafărul, Tînărul scriitor, Viața militară, România literară, Pentru patrie, Cutezătorii și altele.
Romanul Moartea lebedei a fost tradus și în alte limbi, iar Fata morgana a fost ecranizat în anul 1981.

## Distincții
- Ordinul Steaua Republicii Populare Romîne clasa a IV-a (10 august 1964) „pentru merite deosebite în opera de construire a socialismului, cu prilejul celei de a XX-a aniversări a eliberării patriei”[4]

## Opera literară
- Răzbunarea, ESPLA, București, 1956
- Dom' majur în alegeri, Editura Militară, București, 1957
- Bogăția unui sărac, Editura pentru Literatură, București, 1961
- Întoarcerea la viață, Editura Tineretului, București, 1962
- Scrisoarea, Editura Militară, București, 1962
- La cumpăna nopții, Editura Militară, București, 1964
- La porțile Severinului, Editura Militară, București, 1964
- Moartea lebedei, Editura Militară, București, 1969
- Necunoscuta, Editura Militară, București, 1971
- Fata morgana, Editura Militară, București, 1973
- Prizonier la nouă ani, Editura Ion Creangă, București, 1973
- Viața nu iartă, Editura Scrisul Românesc, Craiova, 1974
- Ei doi și Pipo, Editura Ion Creangă, București, 1975
- Șoferi în uniformă, București, 1976
- Talida, Editura Militară, București, 1976
- Într-o singură oră, Editura Militară, București, 1978